# Серра-Дорада
Серра-Дорада (порт. Serra Dourada) — муниципалитет в Бразилии, входит в штат Баия. Составная часть мезорегиона Крайний запад штата Баия. Входит в экономико-статистический микрорегион Санта-Мария-да-Витория. Население составляет 18 410 человек на 2006 год. Занимает площадь 1441,545 км². Плотность населения — 12,8 чел./км².

## Статистика
- Валовой внутренний продукт на 2003 год составляет 39 598 925,00 реалов (данные: Бразильский институт географии и статистики).
- Валовой внутренний продукт на душу населения на 2003 год составляет 2172,30 реалов (данные: Бразильский институт географии и статистики).
- Индекс развития человеческого потенциала на 2000 год составляет 0,637 (данные: Программа развития ООН).